# Ama Pomaa Boateng
Ama Pomaa Boateng  (sinh ngày 19 tháng 8 năm 1975) là một chính trị gia Ghana. Cô là thành viên mới của Đảng yêu nước trong Quốc hội cho Khu vực bầu cử Juaben ở khu vực Ashanti của Ghana 

## Tuổi thơ và giáo dục
Ama Pomaa sinh ngày 19 tháng 8 năm 1975 tại Juaben, Vùng Ashanti. Cô có học vấn trung học phổ thông tại Trường Holy Holy School ở Cape Coast và lấy bằng thạc sĩ về Nghiên cứu thông tin từ Đại học Anglia Ruskin. Ama có chứng chỉ Điện toán của Đại học Westminster ở London, Vương quốc Anh. Năm 2012, cô đã có được chứng chỉ về chất thải điện tử từ Học viện chất thải điện tử của Liên Hợp Quốc. Cô cũng có chứng chỉ từ Penn Foster, Wild PCS, Đại học Harvard và Nhà đối tác dân chủ / NDI.

## Sự nghiệp
Ama Pomaa là một chuyên gia tư vấn CNTT chuyên nghiệp và là Giám đốc điều hành cho Phụ nữ công nghệ cao Ghana tại Accra, một tổ chức phi chính phủ về đào tạo CNTT.

## Chính trị
Ama Pomaa đã tranh cử và giành được ghế trong nghị viện cho Quốc hội Juaben, Vùng Ashanti trong cuộc tổng tuyển cử năm 2016 tại Ghana. Ba ứng cử viên khác là Nana Prempeh Amankwaah của Quốc hội Dân chủ Quốc gia và Gallo Stephen Ayitey của Đảng Công ước Nhân dân cũng đã tranh cử trong cuộc bầu cử sơ bộ năm 2016 của Hiến pháp Juaben được tổ chức vào ngày 7 tháng 12 năm 2016. Cô đã giành chiến thắng trong cuộc bầu cử bằng cách giành được 22.323 phiếu trong tổng số 29.606 phiếu, chiếm 75,40 phần trăm tổng số phiếu hợp lệ.

## Cuộc sống cá nhân
Ama Pomaa đã kết hôn với một đứa con. Cô ấy cũng là một Cơ đốc nhân.